# Раиф Бадауи
Раиф Бадауи (на арабски: رائف بدوي) е саудитски общественик и публицист.
Роден е на 13 януари 1984 година.
Става известен с публицистичната си дейност в Интернет. През 2012 г. е арестуван и през следващата година е осъден на 7 години затвор и 600 удара с камшик за обида на исляма. През 2014 г. присъдата му е увеличена на 10 години затвор и 1000 удара с камшик.
Присъдите срещу Бадауи предизвикват широк международен отзвук, през 2015 г. получава от Европейския парламент Награда за свобода на мисълта „Сахаров“.
1. ↑  www.europarl.europa.eu //   Посетен на 16 декември 2015 г.